# Sonic Dream Team
 (mars 2024).
Sonic Dream Team est un jeu vidéo de plates-formes de la série Sonic the Hedgehog. Il est développé par Hardlight (en) et édité par SEGA pour Apple Arcade. Le jeu sort le 5 décembre 2023 sur iOS.

## Trame
Le docteur Eggman a découvert la Rêverie, un ancien appareil capable de réaliser les rêves. En apprenant les plans du savant pour conquérir le monde à l'aide de cet objet, Sonic et ses amis voyagent à travers les paysages oniriques du méchant pour contrecarrer ses ambitions.

## Système de jeu
Sonic Dream Team est un jeu de plates-formes en 3D qui suit Sonic the Hedgehog et ses compagnons à travers divers niveaux situés dans les rêves du docteur Eggman. Le jeu offre sept personnages jouables, notamment Sonic, Amy Rose, Tails, Cream, Knuckles, 
Rouge et Shadow. En plus d'effectuer des attaques ciblées et des sprints boostés, Sonic et Amy peuvent réaliser un Light Dash à travers des rangées d'anneaux. Tails et Cream ont la capacité de voler sur de courtes distances, tandis que Knuckles et Rouge peuvent glisser et escalader les murs. Les joueurs peuvent alterner entre les personnages disponibles pour utiliser leurs compétences afin d'atteindre des zones inaccessibles à d'autres. Le jeu propose des niveaux ouverts, avec pour objectif de collecter des orbes de rêve pour faire avancer l'intrigue. Certains niveaux comportent des missions supplémentaires impliquant la défaite de personnages spécifiques. Des objets supplémentaires peuvent être obtenus pour débloquer du contenu bonus. Le jeu prend en charge à la fois les commandes sur écran tactile et l'utilisation de manettes.

## Développement
Selon le directeur créatif Dan Rossati, l'intention du gameplay est de « créer un jeu qui permette aux joueurs d'entrer dans un état de flux exaltant », en comparant le jeu à « des skateparks et des pistes de bobsleigh aux coins arrondis » conçus pour maintenir le flux du joueur pendant qu'il traverse chacune des zones.
La bande-annonce sort le 1er novembre 2023, avec la musique composée par Tee Lopes (en). Une bande-annonce ultérieure avec l'animation d'ouverture du jeu est publiée le 22 novembre 2023, avec une animation de Powerhouse Animation Studios (en).
Lors du Sonic Central du 24 septembre 2024, il a été annoncé que Shadow allait rejoindre le casting du jeu. Il fut finalement ajouté au jeu le 18 décembre 2024.

## Réception
Sonic Dream Team reçoit des critiques généralement favorables, certains critiques affirmant même que c'est le jeu que « les fans de jeux Sonic 3D attendent depuis longtemps ».
Plusieurs critiques louent son esthétique, ses objectifs engageants et sa sensation de jeu, tout en qualifiant l'histoire de « fade ». Ils critiquent la très courte durée du jeu.